# 갑상샘자극호르몬 방출호르몬
갑상샘자극호르몬 방출호르몬(영어: thyrotropin-releasing hormone, TRH)은 시상 하부에서 분비하는 신경 호르몬으로 3개의 아미노산으로 구성되어 있으며, 뇌하수체의 갑상샘 자극 호르몬(TSH)을 조절하는 작용을 한다. 이러한 메커니즘은 시상하부 뇌하수체 갑상선 축(hypothalamic–pituitary–thyroid axis ,HPT axis)의 생리활성 기제를 보여준다. 한편 프로락틴(prolactin, PRL)의 방출을 자극한다고 알려져있다.

## 방출호르몬
방출호르몬(RH)인 갑상선자극호르몬 방출호르몬(TRH)은 뇌하수체 전엽에서 갑상선 자극 호르몬(TSH)과 프로락틴의 방출을 자극하는 시상 하부의 뉴런에 의해 생성되는 생리 저하 호르몬이다.
TRH는 인간의 척수 소뇌 변성 및 의식 장애 치료에 임상적으로 사용되었다. 그것의 제약 형태는 프로티렐린(protirelin / proʊˈtaɪrɪlɪn /, INN)이라고한다.

## 같이 보기
- HPA 축